# At A Distance Spring Is Green
At A Distance Spring Is Green (en hangul: 멀리서 보면 푸른 봄; RR: Meolriseo Bomyun Pooreun Bom, también conocida como Blue Spring From a Distance), es una serie de televisión surcoreana transmitida del 14 de junio de 2021 hasta el 20 de julio de 2021 a través de KBS2.
La serie está basada en el webtoon "Meolriseo Bomyun Pooreun Bom" de Ji Nyoong.

## Sinopsis
La serie describe las preocupaciones y los conflictos realistas de un grupo de estudiantes universitarios en sus 20's, entre ellos Nam Soo-hyun, Kim So-bin y Yeo Joon.
Nam Soo-hyun y Yeo Joon son dos jóvenes con personalidades completamente contrastantes, sin embargo inesperadamente se hacen amigos cuando trabajan juntos en un proyecto.
Soo-hyun, es un estudiante inteligente y perfeccionista, quien a pesar de tener una apariencia atractiva y excelentes calificaciones académicas, económicamente está en una situación difícil, por lo que debido a su situación, es cínico con la gente.
Por otro lado, Yeo Joon, es un joven con una apariencia brillante que intenta mostrar a la gente sólo una buena imagen de sí mismo pero aunque proviene de un entorno adinerado, no recibe el suficiente afecto de sus padres y en lo profundo lleva un gran dolor.
Finalmente Kim So-bin, es una joven estudiante sincera y honesta, quien ha estado viviendo con su papá, después del divorcio de sus padres.

## Reparto

### Personajes principales
| Actor                    | Personaje    | N.º de episodios | Notas |
| ------------------------ | ------------ | ---------------- | --- |
| Bae In-hyuk              | Nam Soo-hyun | 12               | Es un joven estudiante de 3er. año de la Universidad de Myeongil, brillante y perfeccionista que obtiene A en todas sus clases. Es una persona fría y franca que por lo general se mete en problemas con los que lo rodean y no le importa en absoluto lo que la gente piense de él. Trabaja a tiempo parcial para mantenerse a sí mismo, a su madre y a su hermano menor mientras asiste a la universidad con una beca completa. |
| Kang Min-ah              | Kim So-bin   | 12               | Es una joven estudiante de 3er. año del departamento de negocios de la Universitaria de Myeongil, seria y trabajadora. En ocasiones se siente decepcionada y ansiosa ya que los resultados no reflejan los enormes esfuerzos que hace. |
| Park Ji-hoon Seo Woo-jin | Yeo Joon     | 12 -             | Es un joven estudiante de 1er. año del departamento de negocios de la Universidad de Myeongil, quien creció dentro de una familia adinerada. Aunque parece estar bendecido en todo: buena apariencia, dinero y excelentes habilidades sociales, en realidad detrás de su alegre rostro y personalidad tierna y burbujeante esconde una gran soledad, ya que gracias a sus padres ha crecido bajo la sombra de su perfecto hermano mayor. Es muy sensible, ingenioso y divertido, pero le preocupa por lo que los demás digan de él y siempre busca ser aceptado por todos. |

### Personajes secundarios

#### Familiares
| Actor                    | Personaje      | N.º de episodios | Notas |
| ------------------------ | -------------- | ---------------- | --- |
| Na In-woo Choi Seung-hun | Yeo Joon-wan   | -                | Es el hermano mayor de Yeo Joon de quien está a cargo. Es un genio y el profesor más joven de la universidad, así como una persona muy racional en sus decisiones, palabras y acciones. Aunque al inicio Yeo Joon cree que él fue el responsable de la golpiza que sufrió cuando era pequeño, poco después descubre que en realidad su padre Yeo Myung-hoon había sido el responsable y que las acciones de Joon-wan en realidad eran por que intentaba separarlo de su familia para protegerlo de la violencia que sufría. |
| Kim Hyung-mook           | Yeo Myung-hoon | -                | Es el abusivo y violento padre de de Yeo Joon-wan y Yeo Joon, un exitoso hombre de negocios proveniente de una familia de élite. Más tarde se revela que en realidad Myung-hoon había sido el responsable de golpear brutalmente a Yeon Joon cuando era pequeño. |
| So Hee-jung              | Cha Jeong-joo  | -                | Es la madre de de Yeo Joon-wan y Yeo Joon. Aunque está casada con un miembro de una familia adinerada, tiene muchos complejos e ira en su interior. Es una mujer fría con un amor propio más fuerte que el amor maternal. |
| Kim Soo-kyeom            | Nam Goo-hyun   | -                | Es el hermano menor de Nam Soo-hyun, un estudiante que estudia para su examen de servicio civil. |

#### Profesores
| Actor         | Personaje  | N.º de episodios | Notas                                                          |
| ------------- | ---------- | ---------------- | -------------------------------------------------------------- |
| Cha Chung-hwa | Mtra. Song | -                | Es una maestra del departamento de administración de negocios. |
| Lee Roo (Eru) | Mtro. Park | -                |                                                                |
| Lee Ye-rim    | -          | -                |                                                                |

#### Estudiantes
| Actor          | Personaje      | N.º de episodios | Notas |
| -------------- | -------------- | ---------------- | --- |
| Yoo In-soo     | Oh Chun-gook   | -                | Es un estudiante universitario al que le gustan los chismes y difundir rumores. Es el BJ encargado de la transmisión de internet BJ. |
| Woo Da-vi      | Gong Mi-joo    | -                | Es una atractiva y arrogante estudiante que creció bajo el amor de su padre. Es la compañera de cuarto de Kim So-bin y Wang Young-ran. Tiene una personalidad sensible y exigente que ocasiona que los problemas sean grandes y pequeños.                                                             |
| Choi Jung-woo  | Hong Chan-ki   | -                | Es un estudiante y el amigo de la infancia de Kim So-bin durante 15 años. Aunque tiene una energía positiva y brillante, es un playboy que no puede evitar gustarle a la gente. So-bin tiene sentimientos por él desde hace años.                                                                     |
| Bin Chan-wook  | Jung-bum       | -                | Es un estudiante universitario. |
| Shin Su-hyun   | Park Hye-ji    | -                | Es una estudiante a la que le gusta pasar el rato, tiene una actitud de doble cara. |
| Lee Woo-je     | Han Jeong-ho   | -                | Es un estudiante de último año de la universidad que sigue a Yeo Jun. |
| Yoon Jung-hoon | Go Sang-tae    | -                | Es un estudiante y compañero de la escuela secundaria y la universidad de Yeo Joon. |
| Eunbin         | Wang Young-ran | -                | Es una estudiante de cuarto año del departamento de educación física de la Universidad de Myongil. Aunque parece tener carisma y personalidad despreocupada, en realdad esconde varias preocupaciones. Es compañera de cuarto y amiga de Kim So-bin y Nam Soo-hyun, también es amiga de Nam Soo-hyun. |

### Otros personajes
| Actor        | Personaje | Episodio(s) donde apareció | Notas                               |
| ------------ | --------- | -------------------------- | ----------------------------------- |
| Kim Mi-ra    | -         | -                          | Es la dueña de la tienda de flores. |
| Kim Jin-ok   | -         | -                          | Es la dueña del restaurante.        |
| No Ji-hwan   | -         | -                          | Es un joven con su novia.           |
| Lee Soo-yeon | -         | -                          | Es una enfermera.                   |
| Park Jae-wan | -         | -                          |                                     |
| Oh Ji-young  | -         | -                          |                                     |
| Kim Han-sang | -         | -                          | Es el presidente de "Rib House".    |
| Kim Su-kyung | -         | -                          | Es una consejera.                   |
| Kim Kang-min | -         | -                          | Es el ex novio de Gong Mi-joo.      |

## Episodios
La serie está conformada por doce episodios, los cuales fueron emitidos todos los lunes y martes a las 21:30 (KST).

### Audiencia
Los números en color rojo indican las calificaciones más bajas, mientras que los números en azul indican las calificaciones más altas.
| Episodio | Parte    | Fecha de emisión    | Participación promedio de audiencia |
| Episodio | Parte    | Fecha de emisión    | AGB Nielsen                         |
| -------- | -------- | ------------------- | ----------------------------------- |
| 1        | 1        | 14 de junio de 2021 | 2.3 %                               |
| 1        | 2        | 14 de junio de 2021 | 2.6 %                               |
| 2        | 1        | 15 de junio de 2021 | 1.8 %                               |
| 2        | 2        | 15 de junio de 2021 | 2.2 %                               |
| 3        | 1        | 21 de junio de 2021 | 1.9 %                               |
| 3        | 2        | 21 de junio de 2021 | 2.0 %                               |
| 4        | 1        | 22 de junio de 2021 | 2.0 %                               |
| 4        | 2        | 22 de junio de 2021 | 2.4 %                               |
| 5        | 1        | 28 de junio de 2021 | 1.8 %                               |
| 5        | 2        | 28 de junio de 2021 | 1.4 %                               |
| 6        | 1        | 29 de junio de 2021 | 1.9 %                               |
| 6        | 2        | 29 de junio de 2021 | 2.4 %                               |
| 7        | 1        | 5 de julio de 2021  | 1.6 %                               |
| 8        | 1        | 6 de julio de 2021  | 2.2 %                               |
| 9        | 1        | 12 de julio de 2021 | 2.0 %                               |
| 10       | 1        | 13 de julio de 2021 | 2.0 %                               |
| 11       | 1        | 19 de julio de 2021 | 1.5 %                               |
| 12       | 1        | 20 de julio de 2021 | 2.2 %                               |
| Promedio | Promedio | Promedio            | 2.01 %                              |

## Música
El OST de la serie está conformado por las siguientes canciones:

### Parte 1
| No. | Intérprete            | Canción                | Letra   | Música                    | Duración |
| --- | --------------------- | ---------------------- | ------- | ------------------------- | -------- |
| 1   | Punch (Bae Jin-young) | "Bom Bom Bom" (봄봄봄) | Roy Kim | Roy Kim y Bae Young-kyung | 3:15     |
| 2   |                       | "Bom Bom Bom" (Inst.)  | -       | Roy Kim y Bae Young-kyung | 3:15     |

### Parte 2
| No. | Intérprete   | Canción                | Letra      | Música                                | Duración |
| --- | ------------ | ---------------------- | ---------- | ------------------------------------- | -------- |
| 1   | Park Ji-hoon | "Talk To Me" (말만 해) | Famous Bro | Famous Bro, HYMAX, Seo Ji-eun y Dante | 2:53     |
| 2   |              | "Talk To Me" (Inst.)   | -          | Famous Bro, HYMAX, Seo Ji-eun y Dante | 2:53     |

### Parte 3
| No. | Intérpretes            | Canción                               | Letra    | Música            | Duración |
| --- | ---------------------- | ------------------------------------- | -------- | ----------------- | -------- |
| 1   | Rothy y Han Seung-yoon | "We Will Be Not All Together" (품)    | paulkyte | paulkyte y APICKS | 4:16     |
| 2   |                        | "We Will Be Not All Together" (Inst.) | -        | paulkyte y APICKS | 4:16     |

## Premios y nominaciones
| Año  | Categoría              | Premio            | Nominado     | Resultado |
| ---- | ---------------------- | ----------------- | ------------ | --------- |
| 2021 | Mejor actor revelación | Premios KBS Drama | Park Ji-hoon | Nominado  |

## Producción
La serie es una adaptación del webtoon "Meolriseo Bomyun Pooreun Bom" de Ji Nyoong, publicado el 19 de abril de 2014 a través de April 19, 2014.
También es conocida como "Blue Spring From a Distance", "A Blue Spring from Afar", "From Distance, Blue Spring", "From a Distance, a Green Spring" y/o "Seen from a Distance, Green Spring".
La dirección está a cargo de Kim Jung-hyun (김정현), quien contó con el apoyo del guionista Ko Yeon-soo. Mientras que la producción estuvo en manos de Jo Yoon-jung, Ji Byung-hyun y Baek Seung-min, quienes a su vez tuvieron el apoyo del productor ejecutivo Kang Byung-taek (de la KBS).
Originalmente el papel principal de Nam Soo-hyun se le había ofrecido al actor Lee Shin-young, confirmando su participación en la serie en enero de 2021, sin embargo en marzo del mismo año se anunció que Shin-young había debajo la serie debido a problemas con la programación de su agenda, por lo que fue reemplazado por el actor Bae In-hyuk en junio del mismo año.
La conferencia de prensa en línea fue realizada en junio de 2021.
La serie contó con el apoyo de la compañía de producción Victory Contents.

### Distribución internacional
Internacionalmente la serie está disponible para transmitir a través de Viki.

### Recepción
El 23 de junio de 2021, Good Data Corporation compartió su nueva clasificación de los dramas y miembros del elenco que generaron más revuelo durante la tercera semana de junio del mismo año. Las listas se compilaron a partir del análisis de artículos de noticias, publicaciones de blogs, comunidades en línea, videos y publicaciones en redes sociales sobre los dramas que están actualmente al aire o que saldrán al aire próximamente. La serie obtuvo el puesto número 4 en la lista de dramas, mientras que Park Ji-hoon ocupó el puesto número 5 dentro de los diez miembros del elenco más comentados de la semana.
El 3 de julio de 2021, Good Data Corporation compartió su nueva clasificación de los dramas y miembros del elenco que generaron más revuelo durante la semana. Las listas se compilaron a partir del análisis de artículos de noticias, publicaciones de blogs, comunidades en línea, videos y publicaciones en redes sociales sobre los dramas que están actualmente al aire o que saldrán al aire próximamente. La serie obtuvo el puesto número 5 en la lista de dramas más comentados de la semana.
El 6 de julio de 2021, Good Data Corporation compartió su nueva clasificación de los dramas y miembros del elenco que generaron más revuelo durante la semana del 28 de junio hasta el 4 de julio del mismo año. Las listas se compilaron a partir del análisis de artículos de noticias, publicaciones de blogs, comunidades en línea, videos y publicaciones en redes sociales sobre los dramas que están actualmente al aire o que saldrán al aire próximamente. La serie obtuvo el puesto número 6 en la lista de dramas más comentados de la semana.
El 13 de julio de 2021, Good Data Corporation compartió su nueva clasificación de los dramas y miembros del elenco que generaron más revuelo durante la semana. Las listas se compilaron a partir del análisis de artículos de noticias, publicaciones de blogs, comunidades en línea, videos y publicaciones en redes sociales sobre los dramas que están actualmente al aire o que saldrán al aire próximamente. La serie obtuvo el puesto número 7 en la lista de dramas más comentados de la semana.
El 19 de julio de 2021, Good Data Corporation compartió su nueva clasificación de los dramas y miembros del elenco que generaron más revuelo durante la semana. Las listas se compilaron a partir del análisis de artículos de noticias, publicaciones de blogs, comunidades en línea, videos y publicaciones en redes sociales sobre los dramas que están actualmente al aire o que saldrán al aire próximamente. La serie obtuvo el puesto número 8 en la lista de dramas más comentados de la semana.